# Live: Too Much Too Young
Live: Too Much Too Young – koncertowy album brytyjskiego zespołu "drugiej fali ska" The Specials. Jest zapisem koncertu z 1979 roku w Aston University (Birmingham). Ukazał się w 1992 roku nakładem Receiver Records Limited.

## Lista utworów

### Str.A
1. Gangsters
2. Do The Dog
3. It's Up To You
4. Monkey Man
5. Blank Expression
6. Stupid Marriage
7. Doesn't Make It Alright

### Str.B
1. Concrete Jungle
2. Too Hot
3. Nite Klub
4. Too Much Too Young
5. Little Bitch
6. Skinhead Moonstomp
7. Longshot Kick De Bucket
8. You're Wondering Now

## Muzycy
- Terry Hall - wokal
- Neville Staple - wokal
- Lynval Golding - gitara rytmiczna, wokal
- Roddy Radiation - gitara prowadząca, wokal
- Jerry Dammers - klawisze
- Sir Horace Gentleman - bas
- John Bradbury - perkusja